# Зона на мира
Зона на мира (на английски: Zone of pease) е понятие, отнасящо се към регион, в който се провеждат мероприятия по осигуряване на мира, сигурността и сътрудничеството. Названието е обобщаващо и има други варианти, тъй като няма точна дефиниция. Използвано е от различни организации по целия свят.

## Обща характеристика
Зона на мира е място със свещени, религиозни, исторически, образователни и културни, с географско или екологично значение, защитена и запазена от общността и призната от държавен орган.
В зоните на мира се осъществява широк диапазон от мерки, насочени към:
- осигуряване на мира;
- ограничаване на въоръжените сили;
- недопускане на свободно използване на оръжие, като изключение правят такива, които имат културен, религиозен, духовен или образователен контекст;
- недопускане на актове на насилие, несправедливост и упадък на околната среда;
- намаляване на напрежението чрез пактове за ненападение, уреждане на спорове, регионално сътрудничество, гаранции за сигурност.

Зоната на мира служи за образец. Основна дългосрочна цел за утвърждаването на такива зони е създаването на глобална култура на мира, напредъка на по-справедлив и сигурен свят в духовно, социално и икономическо отношение.

## Организации
За смекчаване на международното напрежение и за постигане на траен мир в Югоизточна Азия е подписана декларацията – ZOPFAN (Zone of peace, freedom and neutrality). Зоната на мир, свобода и неутралитет (ZOPFAN) е подписана от външните министри на държавите членки на АСЕАН (Индонезия, Малайзия, Филипините, Сингапур и Тайланд) на 27 ноември 1971 г. в Куала Лумпур, Малайзия.
В декларацията, страните публично заявяват намерението си да се запази Югоизточна Азия „свободна от каквато и да е форма или начин на намеса от външни сили“ и „разширяване на областите на сътрудничество.“ Популярност получава идеята на АСЕАН от 1992 г. за създаване на Зона на мир, свобода и неутралитет около островите Спратли, оспорвани от Китай и Виетнам.
През 1993 г. е създадена Международна фондация Зони на мира (Zones of Peace International Foundation – ZOPIF). Това е организация с не стопанска цел за допринасяне развитието на глобалната култура на мира чрез насърчаване и подпомагане създаването на обекти с особено значение като Зоните на мира.